# أفونديل إستيتس
أفونديل إستيتس (بالإنجليزية: Avondale Estates, Georgia) هي مدينة تقع في مقاطعة ديكالب بولاية جورجيا في الولايات المتحدة. تبلغ مساحة هذه المدينة 2.9 (كم²)، وترتفع عن سطح البحر 313 م، بلغ عدد سكانها 2960 نسمة في عام 2010 حسب إحصاء مكتب تعداد الولايات المتحدة.

## وصلات خارجية
- Cities & Counties - Georgia.gov